# Pettanko

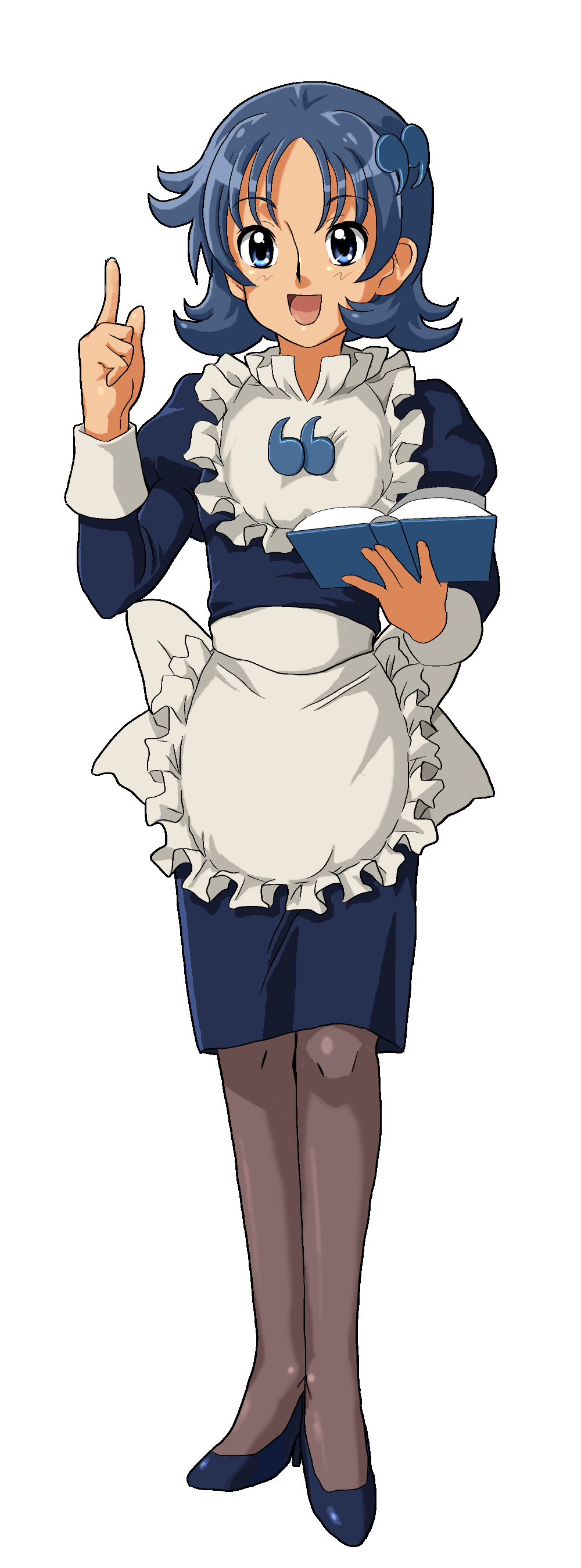
La versión adulta de Quote-tan (antropomorfización de Wikiquote), alberga la característica de tener un busto pequeño pese a su aparente madurez.

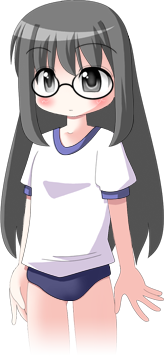
Aunque se considera erróneo, a veces la característica de pettanko puede estar atribuida a personajes femeninos infantiles, relacionados con el género lolicon.

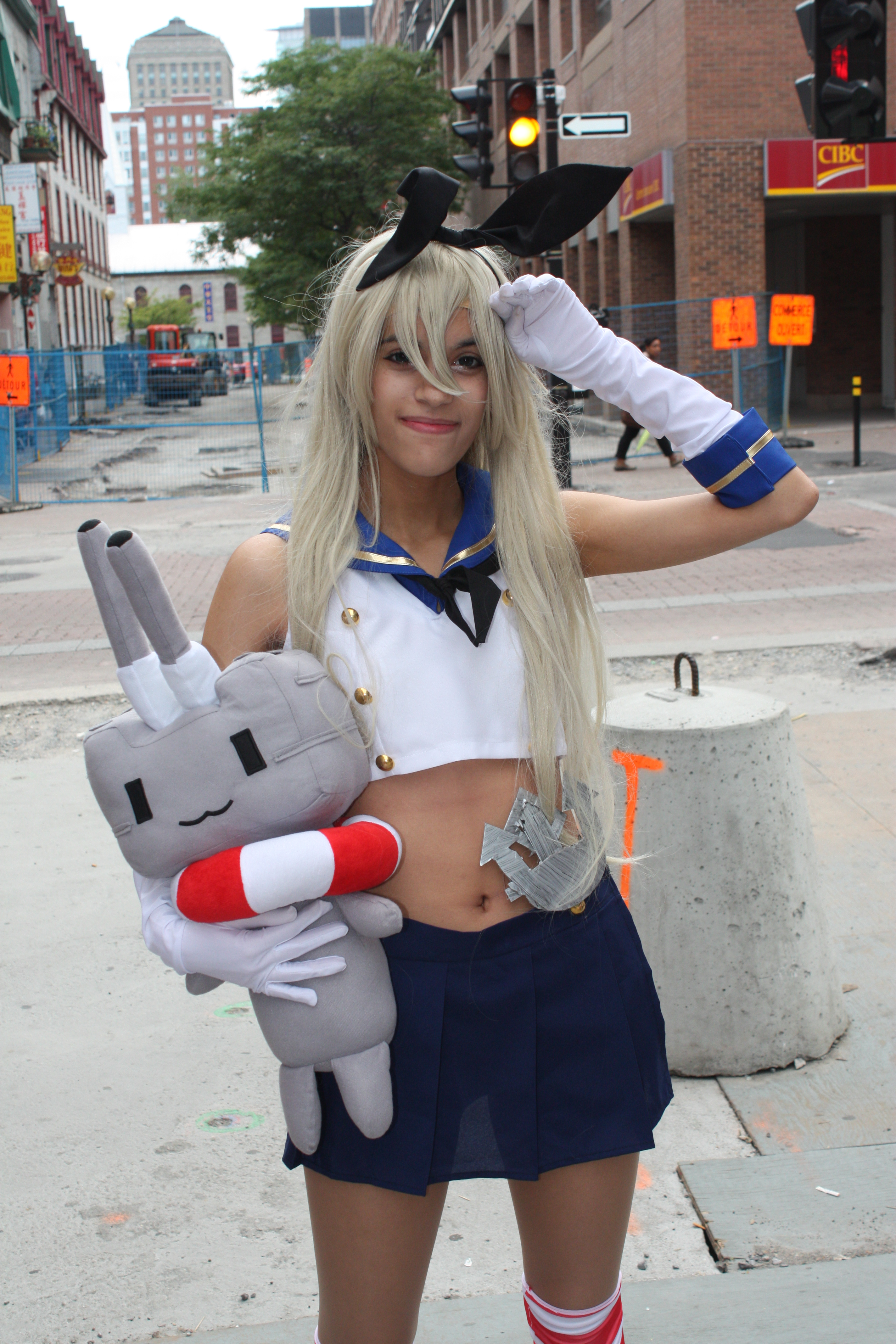
Cosplay de Shimakaze, personaje de la saga de juegos y anime Kantai Collection. Aunque oficialmente no presenta el complejo de pettanko, igualmente es ocasionalmente relacionada con esta característica en el ámbito doujin.

Pettanko (ぺったんこ?) es un término de la jerga del manga y anime usado para referirse a un personaje femenino de busto pequeño. Esto aplica tanto a personajes que sienten complejidad por ello, como Hinagiku Katsura de Hayate no Gotoku, Lina Inverse de Slayers, o Louise de Zero no Tsukaima, o a aquellos que no, como en los casos de Konata Izumi de Lucky☆Star, o Mayumi de Shuffle!, Kanade Tachibana "Tenshi" de Angel Beats!, y Yuki Nagato de Suzumiya Haruhi no Yūutsu.

## Personajes consideradospettanko
| Personaje           | Manga / Anime / Videojuego     |
| ------------------- | ------------------------------ |
| Aisaka Taiga        | Toradora!                      |
| Amakusa Shino       | Seitokai Yakuindomo            |
| Aria Holmes Kanzaki | Hidan no Aria                  |
| Fear Kubrick        | C³                             |
| Haruna              | Kore wa Zombie Desu ka?        |
| Hinagiku Katsura    | Hayate no Gotoku               |
| Honda Masazumi      | Kyōkai Senjō no Horizon        |
| Kagura              | Gintama                        |
| Kisaragi Yamaguchi  | GA Geijutsuka Art Design Class |
| Kodama Himegami     | Maken-ki!                      |
| Konata Izumi        | Lucky☆Star                     |
| Kurimu Sakurano     | Seitokai no Ichizon            |
| Kuroko Shirai       | To Aru Kagaku no Railgun       |
| Kuroyukihime        | Accel World                    |
| Lina Inverse        | Slayers                        |
| Lisara Restall      | Dakara Boku wa, H ga Dekinai   |
| Louise              | Zero no Tsukaima               |
| Mahiru Inami        | Working!!                      |
| Mayumi              | Shuffle!                       |
| Mikazuki Yozora     | Boku wa Tomodachi ga Sukunai   |
| Minami Iwasaki      | Lucky☆Star                     |
| Minami Shimada      | Baka to Test to Shōkanjū       |
| Mio Isurugi         | MM!                            |
| Miyamoto Konatsu    | Tari Tari                      |
| Momiji              | Binbougami-ga!                 |
| Nakano Azusa        | K-ON!                          |
| Nana Astar Deviluke | To Love Ru                     |
| Nazuna              | Hidamari Sketch                |
| Nymph               | Sora no Otoshimono             |
| Riko Suminoe        | Kiss×sis                       |
| Sae                 | Hidamari Sketch                |
| Sakurako Oomuro     | Yuru Yuri                      |
| Sakurano Kurimu     | Seitokai no Ichizon            |
| Setsuna Kiyoura     | School Days                    |
| Shana               | Shakugan no Shana              |
| Tainaka Ritsu       | K-ON!                          |
| Yuno                | Hidamari Sketch                |